# Khaniyadhana
Khaniyadhana é uma cidade e uma nagar panchayat no distrito de Shivpuri, no estado indiano de Madhya Pradesh.

## Demografia
Segundo o censo de 2001, Khaniyadhana tinha uma população de 12 595 habitantes. Os indivíduos do sexo masculino constituem 52% da população e os do sexo feminino 48%. Khaniyadhana tem uma taxa de literacia de 58%, inferior à média nacional de 59,5%: a literacia no sexo masculino é de 68% e no sexo feminino é de 47%. Em Khaniyadhana, 19% da população está abaixo dos 6 anos de idade.